# جورج ستاينر
فرانسيس جورج ستاينر (بالفرنسية: George Steiner)‏، (ولد 23 أبريل، 1929) هو مفكر، وناقد أدبي أمريكي، فرنسي المولد، كما أنه كاتب مقال وروائي، وفيلسوف، ومحاضر. كتب العديد من المقالات حول علاقة اللغة بالأدب والمجتمع، ومقالات أخرى عن تأثيرات وتداعيات الهولوكوست. وقد وصفته إحدى المقالات في جريدة الغارديان البريطانية «بالموسوعي المتعدد اللغات»، مضيفة أنه تارة يطلق عليه «المفكر الذي أعاد تسليط الضوء على دور الناقد» وتارة «الأديب المتعجرف الذي ذاع صيته على حساب عدم الدقة والشعور بالرضا عن الذات».
 وبالنسبة لجمهوره، فإن ستاينر يعد ضمن «أعظم العقول في المجال الأدبي المعاصر»  وقالت عنه الروائية الإنجليزية أ.س. بيات أنه «رجل عصر النهضة المتأخر...وهوالأديب الميتافيزيقي الأوروبي الذي يملك الحدس اللازم لتحسين وتطوير هذا الزمان»  بينما وصفته رئيسة قسم الآداب السابقة للمجلس الثقافي البريطاني، هارييت هارفي وود على أنه «محاضر بارع، ذو نظرة تنبؤية تراجيدية، الذي قد يجيء إلى المحاضرة وبحوزته نصف صفحة من الملاحظات العشوائية، دون أن يلقي أي نظرة عليها» 
وقد شغل ستاينر منصب بروفيسور في اللغة الإنجليزية والأدب المقارن في جامعة جينيف (1974-94)، وزميل وبروفيسور في الأدب المقارن في جامعة أوكسفورد (1994-95)، وبروفيسور في الشعر في جامعة هارفرد 
حالياً، يقطن ستاينر في كامبريدج، إنجلترا، حيث يحتل منصب الزميل المميز في كلية تشيرشل بجامعة كامبريدج منذ عام 1969. وقد تزوج من الكاتبة والمؤرخة زارا شاكاو ستاينر. للزوجين ستاينر ابن، دايفد ستاينر (الذي عمل كمفوض التعليم في ولاية نيويورك منذ 2009 إلى 2011)، وابنة تدعى ديبورا ستاينر (بروفيسورة في الدراسات الكلاسيكية فيجامعة كولومبيا). .

## سيرته الذاتية

### تحصيله العلمي
ولد جورج ستاينر في باريس عام 1929. والداه هما د. فريدريك جورج ستاينر والمدام إلسي ستاينر (فرانزونس سابقًا) وهما من يهود فيينا، كما له أخت كبرى تدعى رووث ليليان التي ولدت عام 1922 في فيينا. كان فريدريك ستانير محامً بارز في مصرف نمسا المركزي، بينما كانت إلسي ستاينر إحدى سيدات المجتمع.  قبل ولادة جورج بخمس سنوات، اتنقلت عائلته من النمسا إلى باريس هرباَ من تهديد الحركة النازية النامي، إذ رأى والده أن اليهود «ضيوفًا تحت الخطر أينما حلُّو»  وقد حرص فريدريك على تعليم وتسليح أولاده بإتقان اللغات، وهكذا أحيط جورج بثلاث لغات: الألمانية، والإنجليزية، والفرنسية، كما كانت والدته تجيد العديد من اللغات، حتى أنها «كانت تبتدئ الجملة بلغة واحدة، وتنهيها بأخرى»  وعندما بلغ جورج السادسة من عمره، حرص والده على تعليمه قراءة الإلياذة لهوميروس بالإغريقية، إيمانًا منه بأثر التعليم الكلاسيكي. كما تمكن جورج، بمساعدة والدته، على التغلب على علة بذراعه اليمنى، كان قد عانى منها منذ ولادته، إلا أنها كانت تبغض الشعور بالعجز والإشفاق على الذات، لذا أصرت على استخدامه ليده اليمنى بدلا من الاعتماد على اليسرى.
حصل جورج على تعليمه الأولي في باريس في مدرسة Lycée Janson-de-Sailly، ولكن عائلته قررت الانتقال إلى مدينة نيويورك عام 1940 خلال الحرب العالمية الثانية. بعد مضي أقل من شهر على استقرار العائلة، استولى النازييون على  باريس، مما جعل ستاينر واحدًا من الطفلين الذين نجيا من الحرب. كان لذلك تأثير كبير على كتاباته اللاحقة، إذ تمكنت بصيرة والده من إنقاذهم مرة أخرى: «كانت حياتي كلها تتمحور حول الموت، والذاكرة، والهولوكوست»   ولكنة يعتبر نفسه «الرحّالة الممتن» لأن «للأشجار جذور وللإنسان أرجل، ولهذا فأنا ممتن». بعدها أكمل ستاينر تعليمه لدى Lycée Français de New York في منهاتن، وأصبح مواطنًا أمريكيا عام 1944.
بعد حصوله على شهادة الثانوية، ارتاد ستاينرجامعة شيكاغو حيث درس الأدب، والرياضيات، والفيزياء، وحصل على شهادة البكالوريوس عام 1948، والتي ألحقها بشهادة ماجستير من جامعة هارفرد عام 1950. بعدها، حصل ستاينر على منحة رودس Rhodes Scholarship وارتاد كلية بالليول (Balliol College)  في جامعة أوكسفورد في إنجلترا. بعدما رفضت أطروحته لرسالة الدكتوراة في أوكسفورد، وهي عبارة عن مسودة «موت التراجيديا»، (نشرتها دار النشرFaber and Faber  لاحقا)، قرر ستاينر الابتعاد عن الدراسة مؤقتًا والاشتغال كمدرس للغة الإنجليزية في كلية ويليامز، وككاتب رئيس لجريدة ذي إيكونوميست  الأسبوعية الصادرة في لندن، وذلك بين عامي 1952 و1956. وفي هذه الأثناء التقى ستاينر بالأمريكية ذات الأصول الليتوانية زارا شاكاو  كانت شاكاو إحدى طالبات هارفرد، والتقت بستاينر في لندن باقتراح من مدرسيهم السابقين، الذين «أجزموا أننا سنتزوج لامحالة إذا التقينا» ، تزوج الاثنان عام 1955، العام ذاته الذي حصل فيه ستاينر على شهادة الدكتوراة من جامعة أوكسفورد.

### مسيرته المهنية
عاد ستاينر إلى الولايات المتحدة عام 1956 حيث عمل كباحث لسنتين في معهد الدراسات المتقدمة في برينستون، نيو جيرسي، كما حصل على منحة فولبريدج في إنسبروك، النمسا بين عامي 1958-1959. وفي عام 1959، عُين ستاينر محاضراً في برينستون لمدة سنتين. بعدها، أصبح أحد الزملاء المؤسسين في كلية تشيرشل في جامعة كامبريدج عام 1961. في بادئ الأمر، لم يتم تقبل ستاينر كعضو في قسم اللغة الإنجليزية، بل رفضه العديد، واصفين إياه «بالشغوف ذو اللكنة الأجنبية»،  وتساءلوا عن صلة الهولوكوست التي ما فتئ عن استحضارها في جميع المحاضرات، مما دعى بروفيسور أدب القرن العشرين في جامعة ساوثهامبتون، الدكتور براين شييت للإشارة إلى أن "بريطانيا...لم تعتقد أن لها علاقة بواقعة الهولوكوست، وتاريخها عن الحروب يتمحور حول قصف لندن، وانسحاب دونكيرك، ومعركة بريطانيا"    وبالرغم من أن ستاينر كان يتقاضى راتب مهني، إلا أنه لم يُعيَن بروفيسور رسمي بصلاحية إعداد الامتحانات. في هذه الأثناء، أتيحت لستاينر الفرصة بالعمل كماحضر في الولايات المتحدة، إلا أن والده اعترض على ذلك، قائلًا أنه بسفره سيتحقق مراد هتلر، الذي أعلن أنه لن يبقي على أحد من أفراد عائلة ستاينر في أوروبا. وهكذا، مكث ستاينر في إنجليترا لأنه ليس قادرًا على مواجهة ازدراء والده له.  بعدها، انتخب ستاينر عام 1969 كزميل استثنائي في كامريدج.
بعد العمل لعدة سنوات ككاتب حر ومحاضر مؤقت، شغل ستاينر منصب بروفيسور في اللغة الإنجليزية والأدب المقارن فيجامعة جنيف عام 1974، ومكث فيه لمدة 20 سنة، درس فيها أربع لغات. كان ستاينر يؤمن بمبدأ غوته الذي يقول «حتى أحادي اللغة لايعرف لغته بالتمام». أصبح ستاينر بروفيسور فخري في جامعة جنيف عند تقاعده عام 1994، وزميل فخري في كلية بالليول في جامعة أوكسفورد عام 1995، كما أنه احتل أول منصب بروفيسور اللورد واينفيلد للأدب الأوروبي المقارن، وزميل كلية سانت أندروز في جامعة أوكسفورد عامي 1994 و 1995،   إضافة إلى منصب بروفيسور نورتن للشعر في جامعة هارفرد من 2001 إلى 2002.   
سمي ستاينر «ناقد وكاتب مقال مثقف وألمعي» ، كما داوم على الإشراف على مطبوعات المرحلة الجامعية أثناء مكوثه في جامعة شيكاغو، ثم أصبح مساهم منتظم للمراجعات والمقالات في العديد من الدوريات والصحف، مثل  Times Literary Supplement والغارديان، كما كتب العديد من المقالات لصحيفة النيويوركر لمدة تتجاوز الثلاثين عامًا، ناشراً أكثر من مئتي مراجعة أدبية.
بالرغم من أن ستاينر يلتزم بالجدية عادة، إلا أنه يمتلك حس دعابة ساخر: إذ سئل مرة عمّا إذا كان قد قرأ كتابًا بسيطاً في صغره، فأجاب أنه قرأ موبي ديك.

## آراؤه
يعتبر ستاينرمثقفًا موسوعيًا الذي أعاد تسليط الضوء على دور الناقد في استكشاف الفن والفكر بعيدًا عن القيود الوطنية والمجالات الأكاديمية البحتة. ويدعو ستاينر إلى استنتاج العموميات والبعد عن الخصوصيات، كما يرى أن المثقف هو من لديه المعرفة الكافية بالعلوم والفن على حد سواء. ويعتقد ستاينر، الذي يدين باليهودية، أن مبدأ القومية الوطنية مبدأ عنيف بحد ذاته، العاجر عن تحقيق الجوهر الأخلاقي للديانة اليهودية، حيث قال «إن هناك أمور لا يمكننا تغيرها بسبب ما نحن عليه».
إحدى أهم أقوال وستاينر وآرائه هي أنه يَعجب من قدرة اللغة البشرية لنشر الحب والإعمار والعفو، والتعذيب والبغض والتهديم والإهلاك في الآن ذاته "
 تلقى ستاينر نقدَا ودعمًا تجاه آرائه التي أبدى فيها أن العنصرية متأصلة لدى الجميع، بينما التسامح مبدأ سطحي.  وقد قال:«إنه من السهل جدّا الجلوس هنا في هذه الغرفة والتشكي بأن» العنصرية أمر فظيع«. إلا أن الوضع سيختلف إذا أخبرتُ أن عائلة من جاميكا سكنت للتو جوار منزلي، ولديهم 6 أطفال ويشغلون أغاني الراجي والروك طوال النهار، أو إن أتاني وكيل العقارات ذات نهار ليقل لي أن قيمة أرضي وممتلكاتي قد هبطط بسبب قدوم تلك العائلة ومجاورتها لي. إسأني حينها السؤال ثانية.!»

## أعماله
تمتد أعمال ستاينر على ما يقارب النصف قرن، فقد نشر مقالات وكتب عديدة تناقش مواضيع متتعدة منها التناقضات والمفارقات في الثقافة الغربية الحديثة، كما ناقش مشكلات اللغة و«الحط من شأنها» في المرحلة ما بعد الهولوكوست. ويعد الأدب المقارن المجال الأساسي لأبحاثه، أما أعماله النقدية فهي تتمحور حول البحث في القضايا الثقافية والفلسفية، خاصة تلك المتعلقة بالترجمة وطبيعة اللغة والأدب.
إن أول كتاب أصدره ستاينر كان تحت عنوان «تولتسوي أو دوستويفسكي: مقالة في التناظر»- (1960)، وهو عبارة عن دراسة تحليلية لأفكار الكاتبين الروسيين ليو تولستوي وفيودور دوستويفسكي وأيديولوجياتهم المختلفة. ثم لحق ذلك كتابه «موت التراجيديا» (1961)، وهو النتاج النهائي لأطروحة الدكتوراه التي عمل عليها ستاينر أثناء دراسته في جامعة أوكسفورد. يتناول هذا الكتاب الأدب من مراحله الكلاسيكية الإغريقية وحتى منتصف القرن العشرين. أما كتابه الأكثر شهرة فهو كتاب «مابعد بابل» (1975)، وهو من أوائل المساهمات في مجال دراسات الترجمة وأكثرها تأثيرًأ. وقد تم اقتباس هذا الكتاب على شكل برنامج تلفزيوني يدعى " The Tongues of Men "، كما أن فرقة الروك الإنجليزية  News from Babel تعتبر هذا الكتاب مصدر إلهام لها والفكرة وراء ظهورها.
ضمن أعمال ستاينر الأدبية الخيالية أربع مجموعات من القصص القصيرة: «انًو دوميني: ثلاث قصص» (1964)، و «براهين وأمثال ثلاثة» (1992)، و«أعماق البحر» (1996) و «في الساعة الخامسة بعد الظهر» (2008)، والرواية القصيرة التي أثارت جدلاً l«حمولة أ.هـ إلى سان كريستوبل» (1981). هذه الرواية، التي تدور أحداثها حول مجموعة من صيادي النازية اليهود الذين يعثرون على أدولف هتلر (المشار إليه في العنوان) حياً في غابة في الأمازون ثلاثين عاماً بعد نهايةالحرب العالمية الثانية، تبحث في أفكار حول أصول معاداة السامية في أوروبا، وهو الموضوع الذي طرحه ستاينر سابقًا في عمله النقدي «في قصر بلوبيرد (ذو اللحية الزرقاء)» (1971). في هذا العمل، يفترض ستاينر أن النازية هي الوسيلة التي انتقمت فيها أوروبا من اليهود لإتيانهم مبدأ الضمير. وترى شييت أن كتابات ستاينر الخيالية بمثابة «فضاء استكشافي يسمح له بالتفكير مقابل نفسه»، ففيها «تتباين أفكاره المتواضعة والواضحة الصريحة ضد أعماله النقدية الأكثر صرامة وانغلاقًا على نفسها». كما تعتبر أنها تتمحور حول «رغبة أبطالها الشديدة لخوض تجارب الألم والشعور بالأسى التي لم يتسن لها المرور بها».
كتابه «عاطفة غير ضائعة» (1996) عبارة عن مجموعة من المقالات عن مواضيع مختلفة مثلسورين كيركغور، وهوميروس في الترجمة، وعن الكتب المقدسة، نظرية تفسير الأحلام لسيغموند فرويد. كما له كتاب بعنوان «إرَاتا: بحث في الحياة» (1997) عبارة عن سيرة شبه ذاتية، وكتاب «قواعد الخلق» (2001) المستند على محاضرات جيفورد التي ألقاها ستاينر في جامعة غلاسكو، ويغطي مواضيع مختلفة من الشعر وحتى علم الكون. 

## الجوائز والتكريمات
حاز ستاينر على العديد من التكريمات منها: 
- منحة رودس (1950).
- زمالة غوغنهايم (1971-72).
- وسام جوقة الشرف مقدم من الحكومة الفرنسية (1984)
- جائرة «مورتون داون زاوبل» من الأكاديمية الأمريكية للفنون والآداب (1989)
- وسام الملك ألبرت من قبل مجلس الأكاديمية البلجيكي للعلوم التطبيقية .
- زميل فخري في كلية باليول في جامعة أكسفورد (1995)
- جائزة ترومان كابوتي للإنجاز مدى الحياة  من جامعة ستانفورد [21]
- وجائزة أمير أستورياس للتواصل والعلوم الإنسانية (2001) [23]
- زميل في الأكاديمية البريطانية.
- زميل فخري في الأكاديمية الملكية للفنون
- شهادات في الدكتوراه الفخرية في الأدب من الجامعات التالية:
- جامعة إيست أنجليا  (1976)
  - جامعة لوفان   (1980)
  - جامعة ماونت هوليوك (1983)
  - جامعة برستل  (1989)
  - جامعة غلاسكو  (1990)
  - جامعة لييج  (1990)
  - جامعة ألستر (1993)
  - جامعة درم  (1995)
  - كلية الملكة ماري (جامعة لندن) (2006)
  - جامعة بولونيا  (2006)
  - جامعة لشبونة (2009)

حصل ستاينر على العديد من الجوائز لكتاباته الأدبية الشعرية والخيالية، منها:
- جائزة الذكرة (1974) لكتابه اللغة والصمت: مقالات 1958-1966 .
- PEN / جائزة ماكميلان للقلم الفضي (1992) لكتابه «براهين وأمثلة ثلاث».
- [9]
- PEN  جائزة ماكميلان للأدب الخيالي (1993)  لكتابه " «براهين وأمثلة ثلاث».[9]
- جائزة وينجايت JQ للأدب الواقعي (فائز مشترك مع لويز كيهو وسيلفيا رودجرز) (1997) لكتابه «عاطفة غير ضائعة».

## وصلات خارجية
- جورج ستاينر على موقع IMDb (الإنجليزية)
- جورج ستاينر على موقع الموسوعة البريطانية (الإنجليزية)
- جورج ستاينر على موقع مونزينجر (الألمانية)
- جورج ستاينر على موقع ميوزك برينز (الإنجليزية)
- جورج ستاينر على موقع إن إن دي بي (الإنجليزية)